# Grand Prix Formule 1 van Spanje 2007
De Grand Prix Formule 1 van Spanje 2007 werd gehouden op 13 mei 2007 op het Circuit de Catalunya nabij Barcelona.

## Uitslag
| Positie | Nummer | Rijder               | Team                 | Ronden | Tijd/Opgave     | Startplaats | Punten |
| ------- | ------ | -------------------- | -------------------- | ------ | --------------- | ----------- | ------ |
| 1       | 5      | Felipe Massa         | Scuderia Ferrari     | 65     | 1:31:36.230     | 1           | 10     |
| 2       | 2      | Lewis Hamilton       | McLaren - Mercedes   | 65     | +6.790          | 4           | 8      |
| 3       | 1      | Fernando Alonso      | McLaren - Mercedes   | 65     | +17.456         | 2           | 6      |
| 4       | 10     | Robert Kubica        | BMW Sauber           | 65     | +31.615         | 5           | 5      |
| 5       | 14     | David Coulthard      | Red Bull - Renault   | 65     | +58.331         | 9           | 4      |
| 6       | 16     | Nico Rosberg         | Williams - Toyota    | 65     | +59.538         | 11          | 3      |
| 7       | 4      | Heikki Kovalainen    | Renault              | 65     | +1:02.128       | 8           | 2      |
| 8       | 22     | Takuma Sato          | Super Aguri - Honda  | 64     | +1 Ronde        | 13          | 1      |
| 9       | 3      | Giancarlo Fisichella | Renault              | 64     | +1 Ronde        | 10          |        |
| 10      | 8      | Rubens Barrichello   | Honda                | 64     | +1 Ronde        | 12          |        |
| 11      | 23     | Anthony Davidson     | Super Aguri - Honda  | 64     | +1 Ronde        | 15          |        |
| 12      | 7      | Jenson Button        | Honda                | 64     | +1 Ronde        | 14          |        |
| 13      | 20     | Adrian Sutil         | Spyker - Ferrari     | 63     | +2 Rondes       | 20          |        |
| 14      | 21     | Christijan Albers    | Spyker - Ferrari     | 63     | +2 Rondes       | 21          |        |
| Ret     | 9      | Nick Heidfeld        | BMW Sauber           | 46     | Versnellingsbak | 7           |        |
| Ret     | 11     | Ralf Schumacher      | Toyota               | 44     | Wielophanging   | 17          |        |
| Ret     | 18     | Vitantonio Liuzzi    | Toro Rosso - Ferrari | 19     | Uitgevallen     | 16          |        |
| Ret     | 19     | Scott Speed          | Toro Rosso - Ferrari | 9      | Wiel            | 22          |        |
| Ret     | 6      | Kimi Räikkönen       | Scuderia Ferrari     | 9      | Wielophanging   | 3           |        |
| Ret     | 12     | Jarno Trulli         | Toyota               | 8      | Benzinedruk     | 6           |        |
| Ret     | 15     | Mark Webber          | Red Bull - Renault   | 7      | Hydrauliek      | 19          |        |
| Ret     | 17     | Alexander Wurz       | Williams - Toyota    | 1      | Botsing         | 18          |        |

## Wetenswaardigheden
- Eerste punten: Super Aguri, Takuma Sato sinds de Grand Prix van Hongarije 2005.
- Rondeleiders: Felipe Massa 55 (1-19; 25-42; 48-65), Lewis Hamilton 8 (20-22; 43-47) en Nick Heidfeld 2 (23-24).

## Standen na de Grand Prix

### Coureurs
| Positie | Nummer | Rijder          | Team             | Punten |
| ------- | ------ | --------------- | ---------------- | ------ |
| 1       | 2      | Lewis Hamilton  | McLaren          | 30     |
| 2       | 1      | Fernando Alonso | McLaren          | 28     |
| 3       | 5      | Felipe Massa    | Scuderia Ferrari | 27     |
| 4       | 6      | Kimi Räikkönen  | Scuderia Ferrari | 22     |
| 5       | 9      | Nick Heidfeld   | BMW Sauber       | 15     |

### Constructeurs
| Positie | Nummers | Team             | Rijders                                | Punten |
| ------- | ------- | ---------------- | -------------------------------------- | ------ |
| 1       | 1 2     | McLaren          | Fernando Alonso Lewis Hamilton         | 58     |
| 2       | 5 6     | Scuderia Ferrari | Kimi Räikkönen Felipe Massa            | 49     |
| 3       | 9 10    | BMW Sauber       | Nick Heidfeld Robert Kubica            | 23     |
| 4       | 3 4     | Renault          | Giancarlo Fisichella Heikki Kovalainen | 11     |
| 5       | 16 17   | Williams         | Nico Rosberg Alexander Wurz            | 5      |

## Statistieken
| Snelste ronde | Felipe Massa | Scuderia Ferrari | 1:22.680 |

## Noot
- Dit was de tiende Grand Prix-start voor een Poolse coureur.

1913 · 1923 · 1926 · 1927 · 1933 · 1934 · 1935 · 1951 · 1954 · 1967 · 1968 · 1969 · 1970 · 1971 · 1972 · 1973 · 1974 · 1975 · 1976 · 1977 · 1978 · 1979 · 1980 · 1981 · 1986 · 1987 · 1988 · 1989 · 1990 · 1991 · 1992 · 1993 · 1994 · 1995 · 1996 · 1997 · 1998 · 1999 · 2000 · 2001 · 2002 · 2003 · 2004 · 2005 · 2006 · 2007 · 2008 · 2009 · 2010 · 2011 · 2012 · 2013 · 2014 · 2015 · 2016 · 2017 · 2018 · 2019 · 2020 · 2021 · 2022 · 2023 · 2024 · 2025 · 2026